# Gewaai
Gewaai is een gehucht van Zutendaal, een kilometer ten oosten van het hoofddorp gelegen, in een bocht aan de N77, tussen Zutendaal en Besmer.
In Gewaai is een kleine school en zijn er enkele horecagelegenheden. Er bevinden zich enkele langgevelboerderijen. In de bosrijke omgeving zijn wandelingen uitgezet.

## Kapellen
In Gewaai bevinden zich drie veldkapelletjes.
- De Sint-Rochuskapel. Deze betreedbare kapel heeft een kern uit 1635. Het voorportaal van dit witgeschilderde kapelletje is van 1901.
- De Lourdeskapel uit 1925.
- De Kapel Onze-Lieve-Vrouw van Banneux.